# 贝尔纳泰提契诺
贝尔纳泰提契诺（義大利語：Bernate Ticino）是意大利米兰省的一个市镇。总面积12平方公里，人口3117人，人口密度259.8人/平方公里（2009年）。国家统计（ISTAT）代码为015019。